# セバスティアン・ル・プレストル・ド・ヴォーバン
ヴォーバン領主セバスティアン・ル・プレストル（Sébastien Le Prestre, Seigneur de Vauban、1633年5月15日 - 1707年3月30日）は、フランス国王ルイ14世に仕えた17世紀に活躍したフランスの軍人（技術将校）、建設技術者、建築家、都市計画家。軍隊技術者の中でもっとも有名な人物として知られる。150の戦場の要塞を建設あるいは修理し、53の城塞包囲攻撃を指揮したといわれる。近代的な稜堡式の要塞の築城法を体系化し、「落ちない城はない」と言われたほどの要塞攻城の名手であった。
建設した要塞のうち12箇所は、2008年にヴォーバンの防衛施設群として、世界遺産に登録された。

## 生涯

### ルイ14世への出仕
1633年、フランス、ブルゴーニュ地方のサン・レジェ・フォーシェレという小さな田舎町（現在のヨンヌ県にあるこの町は、その功績を称えサン・レジェ・ヴォーバンと改名した）の貧乏貴族の家に生まれた。10歳の時に孤児となり、農村社会での極貧生活を経験したが、幸運なことにカルメル会の保護を受けてスミュール＝アン＝ノーソワにて高等教育を受ける機会が得られ、数学、幾何学、理学など後の業績につながる知識を得ることができた。
17歳でコンデ公ルイ2世の軍隊に入隊し、フロンドの乱（1648年 - 1653年）に将校として参加する。その働きぶりがコンデ公の目にとまり、要塞の築城を任されることになった。しかし1653年にヴォーバンは国王軍に捕らえられ、マザランのとりなしでルイ14世に仕え、テュレンヌ元帥の連隊に配属された。こうして今度は自らが築城した要塞を自ら攻略する立場となった。
フロンドの乱とそれに続くフランス・スペイン戦争が1659年に終結するまでの間、ヴォーバンは10回の攻囲戦に参加、グラヴリーヌの攻囲戦では技術士官団長に任じられ、たびたび負傷した。この間、1655年に王室侍従技術官（技術士官）に任命され、当時著名な軍事技術者であったルイ・ニコラ・ド・クレルヴィルに師事する。またこの時に歴史あるピカルディ連隊の中隊に配属され、軍事工学の専門家として勤務することとなる。同時期に従姉妹のジャンヌ・ドールネーと結婚している。

### 領土拡張戦争
和平後はダンケルクをはじめとするフランス国内の防衛拠点の築城に従事する。以後、ヴォーバンは平時においては要塞の築城、ルイ14世が行った一連の領土拡張戦争においては敵要塞の攻略を任されるようになっていき、生涯にわたって53の攻囲戦と33の築城を行い、また運河や水道橋も手がけている。ネーデルラント継承戦争（1667年 - 1668年）ではドゥエ、トゥルネー、リールなどを攻略。さらにオランダ侵略戦争（1672年 - 1678年）ではナイメーヘン、マーストリヒト、トリーア、ブザンソン、ヘントといった重要な攻囲戦を指揮した。
オランダ侵略戦争終結後は築城最高責任者に就任し、一連の戦争でフランスが獲得した領土における防衛体制の整備にあたった。特に、平地の連続するフランドルでは防衛のため要塞が必要と考えられ、ヴォーバンはダンケルクからディナンに至る第一線要塞群15か所と、後方の要塞群13か所の築城を指揮した。
オスマン帝国による第二次ウィーン包囲に乗じて、フランスがスペイン領ネーデルラントに侵攻した際には、ヴォーバンは1683年にコーリック、1684年にルクセンブルク市を攻略した。大同盟戦争（1688年 - 1697年）ではフィリップスブルクやナミュールの攻囲戦を指揮した。

### 多分野での功績
この頃までにヴォーバンは、当時確立していた軍事技術と自らの実戦経験を合わせて、要塞攻城法と要塞築城法を確立した。攻城法としては、1673年のマーストリヒト攻囲戦で平行壕を、アウクスブルク同盟戦争では坑道戦や跳飛射撃（砲弾を地面で跳弾させ多数の敵を殺傷する射撃法）を導入した。築城法としては、以下に述べる「第一方式」から「第三方式」と呼ばれる基本設計を体系化した。生涯で、新たに基礎から築いた要塞が37か所、改修に携わった要塞が300か所、攻略した要塞が53か所とされている。
1677年に、陸軍大臣ルーヴォワと、財務大臣コルベールの親友として要塞総監に就任する。1703年1月14日にフランス元帥に叙せられる。同年、『要塞攻囲論』（Traité de l'attaque des places）を著す。だがスペイン継承戦争（1702年 - 1713年）では、ヴォーバンが築城した要塞が攻略されるケースもあり、批判を受けることもあった。また、同時期に執筆した『要塞防御論』（De la defense des places）は芳しい評価を得られなかった。
ヴォーバンは農林業や金融政策、植民地経営などに関する著作も残している。またフランス科学アカデミーの名誉会員でもあった。1690年代にはフランス各地の国勢調査を推進し、「フランスのウィリアム・ペティ」とも綽名された。
彼はまた都市計画家として、ヌフ＝ブリザックのように自分で生み出した新しい町を計画した。他には内部を碁盤割にしたパターンの最初例であるアラス、1679年のロンウィ 、1680年のザールルイ、1679年のユナング、1681年のモン＝ルイ、1692年のモン＝ドー・ファンなどがある。一方でおりにふれて建築家として、リールの司令官邸、教会、造兵廠やジグェ、プリアンソンの教会などの単独の建物も設計し、オーネやユッセの城も修復した。建築家としての長所がもっとも評価されるのは、オレロン、プラヴリンヌやバイヨンヌの塁壁のマッシヴな簡潔さであり、列柱、エンタブラチュア、トロフィー、彫刻した羽目板で豊かにしたリールのパリ門のバロック的華麗さ、モブージュのモン・ゲートの単純な壮大さまで範囲の広がるモニュメンタルな門である。これらにおいて実力が同時代の建築家リベラル・プリエアンとフランソワ・プロンデルなどがなしとげた高貴な厳格さと壮大さに接近したとみられている。
ヴォーバンはルイ14世の尖兵となって働いたが、同時にルイ14世の政策を批判もしている。1685年のフォンテーヌブローの勅令（ナントの勅令の廃止）には特に経済学的な観点から反対した。1707年には課税の平等と下層民の負担軽減を説いた『王室の十分の一税』（Projet D'une Dixme Royale）を著す。同書は重農学派の先駆的業績として知られているが、ルイ14世はこの書に怒り、焚書を命じたという。
同年、パリにて死去した。遺体の一部は現在もオテル・デ・ザンヴァリッドに安置されている。

## ヴォーバン式要塞

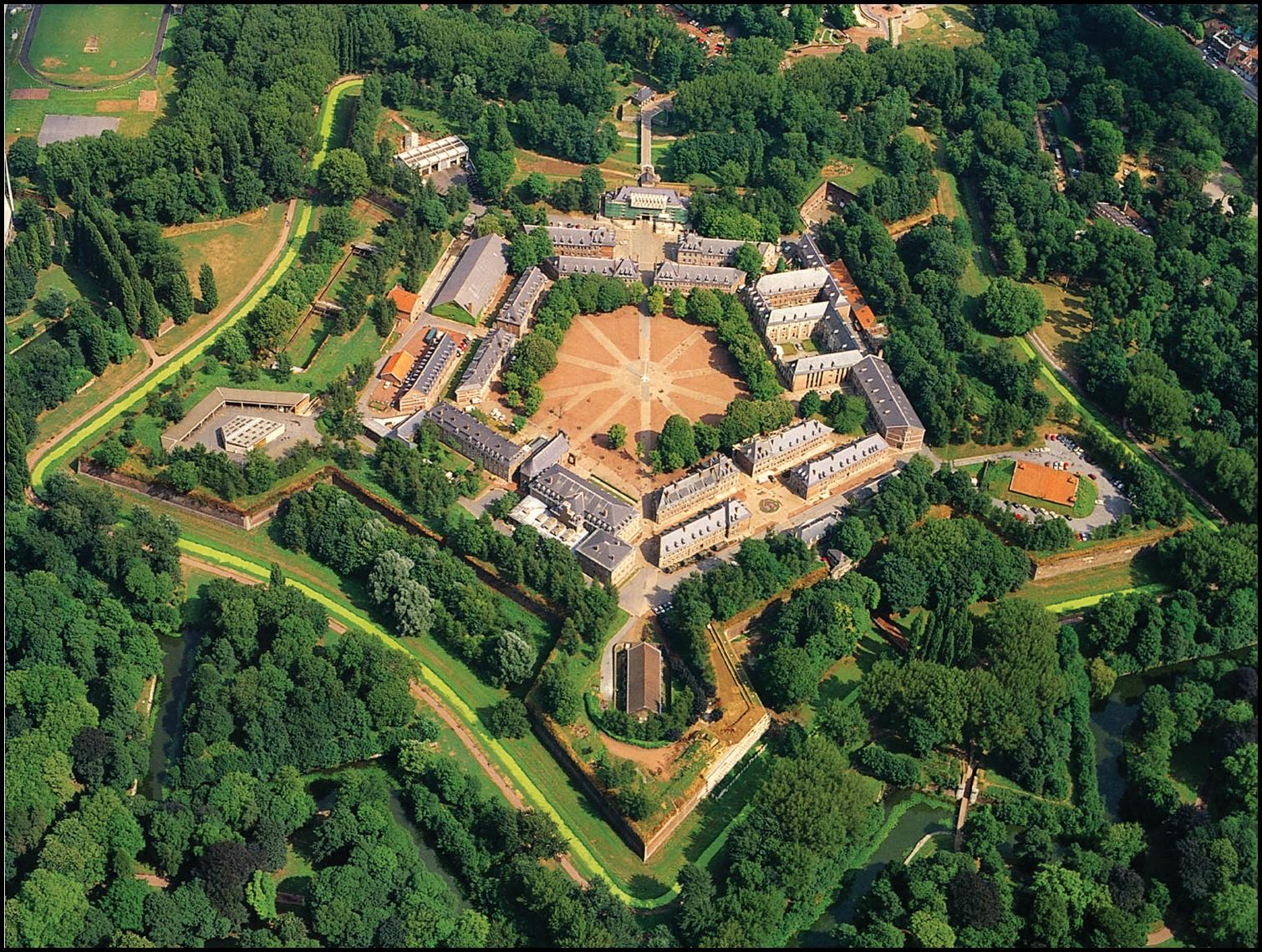
リール要塞

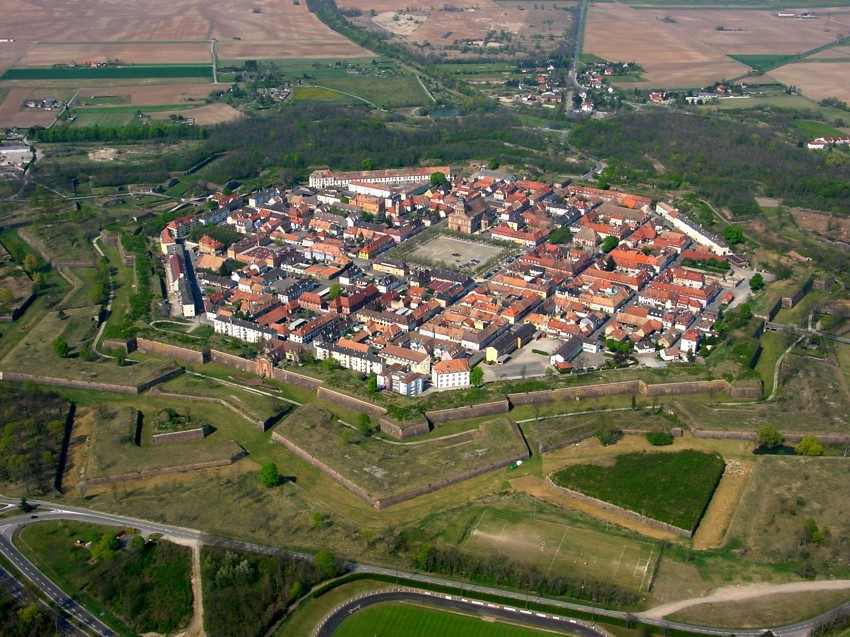
ヌフ‐ブリザック

- Association Vauban - ヴォーバンの第一方式から第三方式の模式図がある。

軍事技術者としてのヴォーバンの素質は、新しい方法の発明よりむしろ伝統的方法を使用し適合させた機略縦横の点にあったといわれ、その巧妙さはピレネー山脈のモン＝ルイ、そしてサヴォイア公国領にあるモン・ドーファンやケイラ城のような困難な場所においてよく発揮されている。
手がけた要塞のうちでもっとも有名なのは、リール要塞（1668－1674）、モブージュ要塞（1679年－1685年）、そしてヌフ・ブリザック（1697年－1708年）である。彼の要塞のいくつか、とりわけロンウィ（1678年建造）は1914年－1918年の戦争にいたるまで効果的に軍用として用いられた。
中世までの石積みで背の高い城壁は、ルネサンス期に攻城砲が出現すると格好の射撃目標となった。攻城砲の威力を減殺するために、城壁は背が低く厚みのある土塁へと変化していった。一方で防御側としても、同時期に登場した銃の威力を活用し、攻め寄せてくる敵に十字砲火を浴びせられるよう、死角がないように城壁から外向きに突き出した稜堡が築かれるようになった。こうして稜堡式城郭が発達していった。
ヴォーバン式要塞は稜堡式城郭の完成形とも言える。ヴォーバンの築城法は、それまでにフランスやイタリアで定着していた方法と比べ独創的なものではない。ただし、それらを精緻な体系として作り上げたことにヴォーバンの功績がある。
1680年以前のヴォーバンの築城法は「第一方式」と呼ばれ、基本的には当時の標準的な方式である。典型例はザールルイで見られる。稜堡の先端部同士の間隔を約300mに設定し、要塞全体の形状は線対称の多角形とされた。稜堡と稜堡の間にはラヴェラン（半月堡）と呼ばれる本体と分離した防御施設が置かれた。
1682年のベルフォールの築城以降採用された「第二方式」では、ヴォーバンの経験に基づく改良が取り入れられている。まず稜堡を二重式にして、外側を本体と分離し、外側が攻め落とされても抗戦を続けられるようにした。ラヴェランの内側に設置される凹堡も強化された。
1698年のヌフ＝ブリザックの築城で採用された「第三方式」ではラヴェランも二重化された。このようにして、縦深性を高めた堅固な防御システムが完成した。

## 後世への影響

五稜郭　末期の星型要塞

ヴォーバン以降のフランスでの要塞築城は必要性に基づいて進められたものであるが、国家財政にとっては重い負担となった。負担は国民に負わされ、やがてフランス革命につながっていく。だが皮肉なことにフランス革命戦争では、これらの要塞は旧式でありながら、国境の防衛に改めて効果を発揮した。
しかしナポレオン戦争の時代に入って、軍隊が国民軍として大規模化し、兵站や通信の機能も進歩すると、要塞の重要性は低下した。ナポレオンは多くの場合、敵要塞は予備部隊に任せ、自らは主力部隊と共に要塞を無視して敵地奥深くへ侵攻した。対仏大同盟軍も同様の戦略を取ったので、ナポレオン戦争中は攻城戦はほとんど行われなかった。こうして、要塞はコストがかかる割に、戦略的には補助的な位置づけのものとなった。
その後、野砲の射程が延びたことにより、中心都市そのものの周囲を稜堡式の城郭で覆うのではなく、中心都市から一定距離を置いた地点に小型のヴォーバン式要塞ともいえる堡塁を複数築き、そのネットワークをもって中心都市を防衛するという考え方が主流となった。日本においては、江戸と台場はこの関係にあると考えられるが、幕府の予算不足のためネットワークは未完成に終わった。函館と五稜郭もこの関係にあるという考え方もあるが、五稜郭はこの目的の城郭としては古い形式である（その一方で後述する塹壕線の原型が早くも持ち込まれており、戊辰戦争は西洋における新旧の戦法が混在する状況にあった）。
20世紀に入ると、永久な不動産故、柔軟性がなく莫大なコストがかかる要塞（永久築城）は時代遅れとなり、いつどこでも、都合のいい場所に作れる野戦築城（塹壕）が主流となった。日露戦争においてはロシア軍が構築した重厚な要塞（旅順要塞）は当時出現した機関砲と併用することで絶大な防御威力を発揮した。それでもマジノ線のように、塹壕線と同規模のものを永久要塞の手法で建造するという野心的な試みもなされたが、無用の長物に終わった。ただし海岸砲台については、その特性上艦砲に比べて有利であったので、有効な防衛施設として機能した。なお、ヴォーバンが建設した防衛施設群は2008年に世界遺産に登録された。
自身の築造理論はつとに有名で、彼の回想録『全建築家の遵守すべきいくつかの金言集 (Plusieurs maximes bonnes à observer par tous ceux qui font bâtir)』は完全な建築論として著され、1968年にはG. A. ロートロックによる英訳版が刊行された。